# Friedrich Salis

Friedrich Salis als Student in Göttingen im Jahre 1901

Karl Daniel Friedrich Salis (* 1. September 1880 in Fiddichow; † 26. August 1914 bei Tannenberg) war ein deutscher Historiker.

## Leben und Wirken
Friedrich Salis wurde 1880 als Sohn des Kupferschmiedemeisters Wilhelm Salis in Fiddichow geboren und besuchte dort bis Ostern 1892 die Bürgerschule, dann das Schüler-Realgymnasium in Stettin, welches er nach seinem Abitur 1901 verließ, um ab dem Sommersemester 1901 an der Georg-August-Universität in Göttingen und dann zwei Semester in Berlin Philosophie und Religionswissenschaften zu studieren. In Göttingen wurde er Mitglied der Verbindung und späteren Burschenschaft Holzminda. Seinen Wehrdienst leistete er ab 1902 bei dem Brandenburgischen Jäger-Bataillon Nr. 3 in Lübben ab. Im Anschluss setzte er sein Studium der Theologie, der semitischen Sprachen und der Geschichte in Göttingen fort, welches er mit seiner Dissertation abschloss. Im Folgenden wurde er Privatdozent an der Universität Marburg und machte bedeutende Forschungen im Bereich der Geschichte Pommerns und der Geschichte Mecklenburgs. Salis war Mitglied der Gesellschaft für pommersche Geschichte und Altertumskunde und im Verein für hessische Geschichte und Landeskunde. Im Ersten Weltkrieg fiel er 1914 bei der Schlacht von Tannenberg. Sein Nachlass befindet sich im Staatsarchiv Stettin.

## Veröffentlichungen
- Die Schweriner Fälschungen. Diplomatische Untersuchungen zur mecklenburgischen und pommerschen Geschichte im 12. und 13. Jahrhundert. Dissertation Universität Göttingen, Leipzig 1908.[2]
- Untersuchungen zum pommerschen Urkundenwesen im 12. und 13. Jahrhundert. 1909, 1911.
- Zur Beurteilung der Gründungsbulle des Bistums Wollin (= Kammin). In: Zeitschrift für Osteuropäische Geschichte. Band 4, 1914, S. 52–67.
- Friedrich Salis: Forschungen zur älteren Geschichte des Bistums Kammin. In: Gesellschaft für pommersche Geschichte und Altertumskunde (Hrsg): Baltische Studien. Neue Folge Bd. 26, Léon Saunier, Stettin 1924 (Digitalisat).